# Vignemont
Vignemont és un municipi francès, situat al departament de l'Oise i a la regió dels Alts de França. L'any 2007 tenia 383 habitants.

## Demografia

### Població
El 2007 la població de fet de Vignemont era de 383 persones. Hi havia 147 famílies de les quals 32 eren unipersonals (8 homes vivint sols i 24 dones vivint soles), 40 parelles sense fills, 67 parelles amb fills i 8 famílies monoparentals amb fills.
La població ha evolucionat segons el següent gràfic:
Habitants censats

### Habitatges
El 2007 hi havia 170 habitatges, 152 eren l'habitatge principal de la família, 5 eren segones residències i 13 estaven desocupats. Tots els 169 habitatges eren cases. Dels 152 habitatges principals, 143 estaven ocupats pels seus propietaris, 6 estaven llogats i ocupats pels llogaters i 3 estaven cedits a títol gratuït; 1 tenia una cambra, 5 en tenien dues, 24 en tenien tres, 42 en tenien quatre i 80 en tenien cinc o més. 141 habitatges disposaven pel capbaix d'una plaça de pàrquing. A 56 habitatges hi havia un automòbil i a 84 n'hi havia dos o més.

### Piràmide de població
La piràmide de població per edats i sexe el 2009 era:
| Homes | Edats   | Dones |
| ----- | ------- | ----- |
| 0     | 95 o +  | 0     |
| 0     | 90 a 94 | 0     |
| 0     | 85 a 89 | 0     |
| 0     | 80 a 84 | 0     |
| 0     | 75 a 79 | 8     |
| 12    | 70 a 74 | 12    |
| 20    | 65 a 69 | 12    |
| 4     | 60 a 64 | 12    |
| 0     | 55 a 59 | 4     |
| 24    | 50 a 54 | 4     |
| 20    | 45 a 49 | 32    |
| 20    | 40 a 44 | 20    |
| 16    | 35 a 39 | 20    |
| 12    | 30 a 34 | 12    |
| 8     | 25 a 29 | 8     |
| 12    | 20 a 24 | 16    |
| 32    | 15 a 19 | 24    |
| 24    | 10 a 14 | 12    |
| 16    | 5 a 9   | 20    |
| 8     | 0 a 4   | 8     |

## Economia
El 2007 la població en edat de treballar era de 261 persones, 199 eren actives i 62 eren inactives. De les 199 persones actives 183 estaven ocupades (103 homes i 80 dones) i 16 estaven aturades (6 homes i 10 dones). De les 62 persones inactives 18 estaven jubilades, 22 estaven estudiant i 22 estaven classificades com a «altres inactius».

### Ingressos
El 2009 a Vignemont hi havia 163 unitats fiscals que integraven 422 persones, la mediana anual d'ingressos fiscals per persona era de 21.274 €.

### Activitats econòmiques
Dels 15 establiments que hi havia el 2007, 2 eren d'empreses de fabricació d'altres productes industrials, 10 d'empreses de construcció, 2 d'empreses de serveis i 1 d'una empresa classificada com a «altres activitats de serveis».
Dels 11 establiments de servei als particulars que hi havia el 2009, 3 eren paletes, 4 guixaires pintors, 3 fusteries i 1 lampisteria.
L'únic establiment comercial que hi havia el 2009 era una llibreria.
L'any 2000 a Vignemont hi havia 4 explotacions agrícoles.

## Equipaments sanitaris i escolars
El 2009 hi havia una escola elemental integrada dins d'un grup escolar amb les comunes properes formant una escola dispersa.

## Poblacions més properes
El següent diagrama mostra les poblacions més properes.